# Ilhas Lyakhovsky

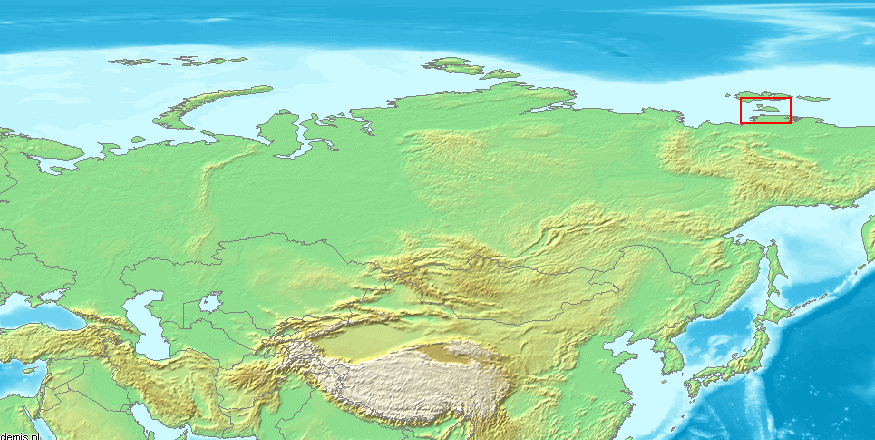
Localização das ilhas Lyakhovsky na Ásia

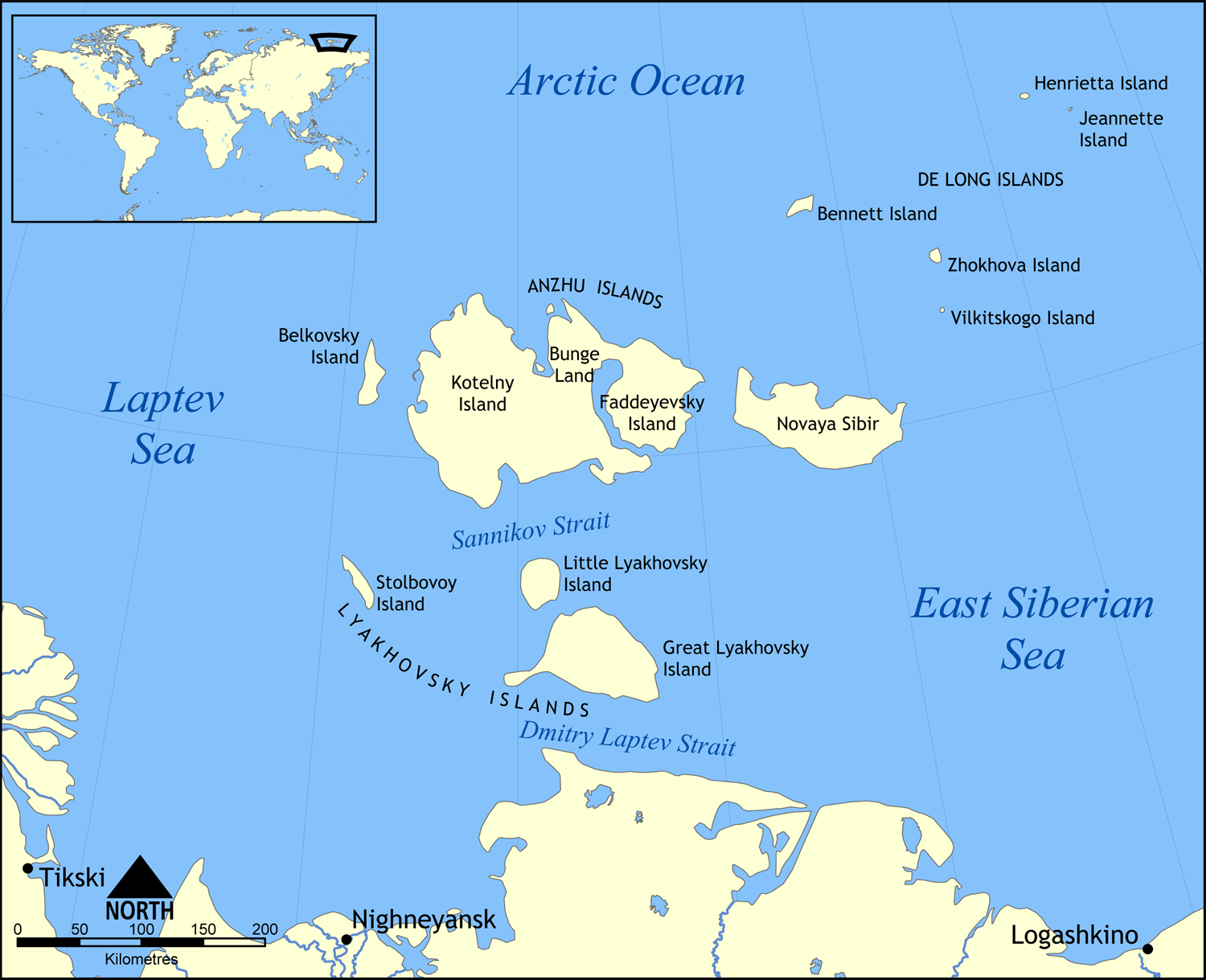
Mapa das ilhas Lyakhovsky no norte da Sibéria

As ilhas Lyakhovsky (em russo:  Ляховские острова, russo transliterado: Lyakhovskiye ostrova) são o grupo mais meridional do arquipélago das ilhas da Nova Sibéria, localizado frente à costa ártica da Sibéria oriental, na Rússia. 
Administrativamente, pertencem à república de Sakha (Iacútia).

## Geografia
As ilhas estão no limite entre as águas do mar de Laptev, a oeste, e as do mar da Sibéria Oriental, a leste. O grupo de ilhas está separado do continente pelo estreito de Laptev, de 60 km de largura, e das Ilhas Anzhu pelo estreito de Sannikov, de 50 km. O grupo é formado por duas ilhas principais:
- a Grande Lyakhovsky (Большой Ляховский), de mais de 5000 km², com altitude máxima de 270 m em Emy Tas;
- a Pequena Lyakhovsky (Малый Ляховский), de 1325 km².

Outras ilhas do grupo são a ilha Stolbovoi e a ilha Semionovski.

## História
Em 1710, enquanto navegava do rio Lena ao rio Kolyma, Yakov Permyakov observou a silhueta de dois grupos de ilhas desconhecidas no mar. Essas ilhas eram a Grande Lyakhovsky e as ilhas Medvyezhi. 
Em 1712, Permyakov e o seu companheiro Merkury Vagin cruzaram o gelo da baía de Yana, partindo da foz do rio Yana até à ilha Grande Lyakhovsky e exploraram-na. 
Permyakov e Vagin foram assassinados no caminho de regresso da sua exploração pelos membros amotinados da expedição. Os cossacos tomaram o cadáver de Permyakov e atearam-lhe fogo. Não se sabe o que fizeram os rebeldes com as cinzas, mas os restos de Permyakov nunca foram encontrados.
O grupo de ilhas foi assim chamada em homenagem ao mercador e explorador russo Ivan Lyakhov, que as explorou e descreveu em várias campanhas realizadas entre 1770 e 1775.